# Ga Samrong

Bảng hiệu ga Samrong

Ga Samrong (tiếng Thái: สถานีสำโรง, phát âm [sā.tʰǎː.nīː sǎm.rōːŋ]) là một ga trên Tuyến Sukhumvit thuộc BTS Skytrain, và MRT Tuyến Vàng, ở Samut Prakan, Thái Lan.
Vận hành thử BTS bắt đầu vào tháng 3 năm 2017, nhà ga chính thức được khánh thành bởi Thủ tướng Prayut Chan-o-cha vào ngày 3 tháng 4 năm 2017, hành khách có thể sử dụng miễn phí dịch vụ trong vòng một tháng từ ngày 4 tháng 4 năm 2017. Nó là ga cuối phía Đông của tuyến, cho đến khi mở cửa thêm nhà ga trên Tuyến Sukhumvit mở rộng (phía Đông) vào ngày 6 tháng 12 năm 2018. Nó là một trong bốn nhà ga BTS có đảo ga, cùng với Ga Siam, Ha Yaek Lat Phrao và Wat Phra Sri Mahathat. Một số chuyến tàu sẽ dừng ở đây vào giờ cao điểm.
Vận hành thử Tuyến Vàng mở vào ngày 3 tháng 6 năm 2023 giữa Ga Samrong và Hua Mak vận hành toàn tuyến đến Lat Phrao vào ngày 19 tháng 6 năm 2023.

## Hình ảnh

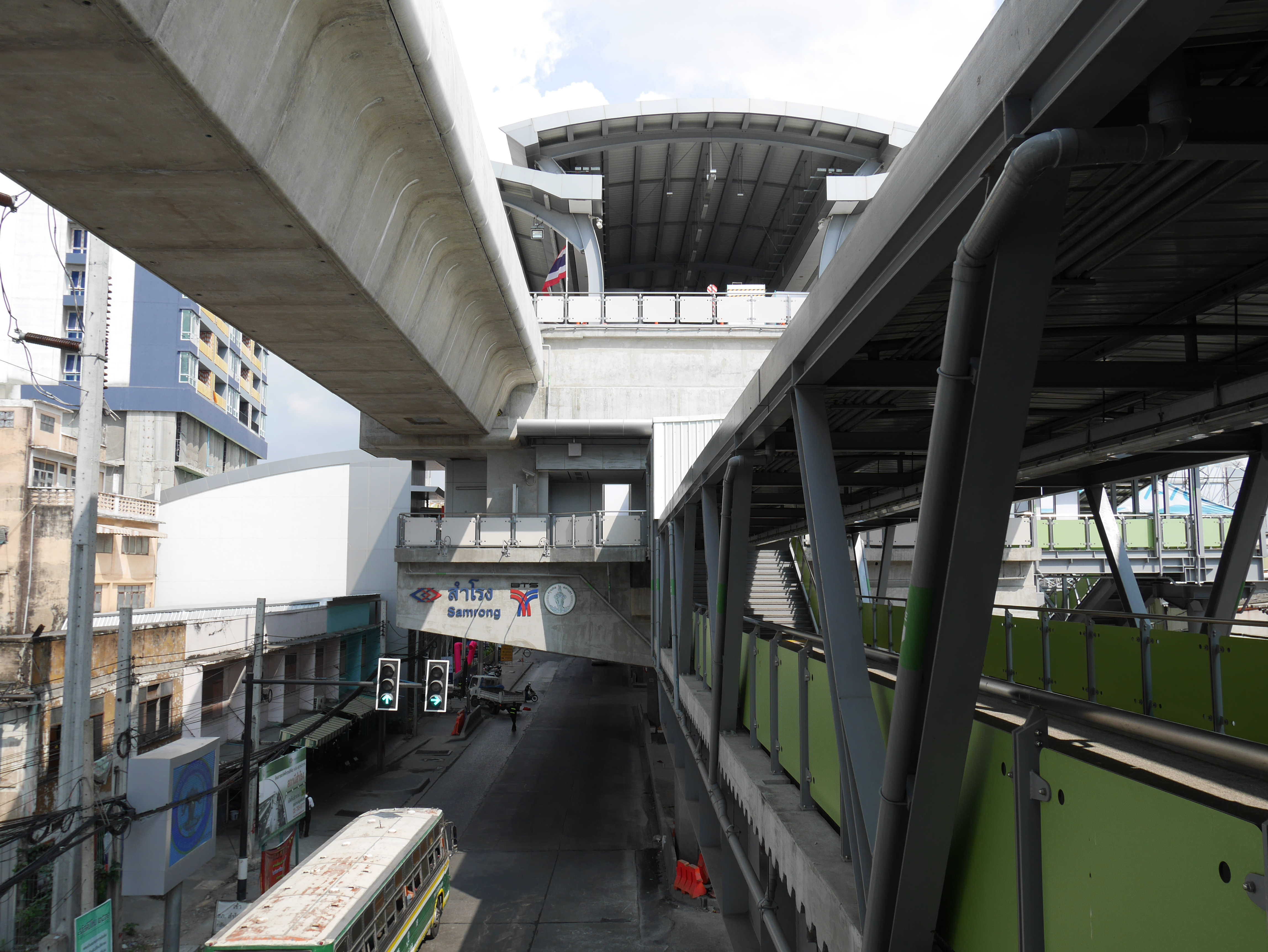
Bên ngoài ga BTS
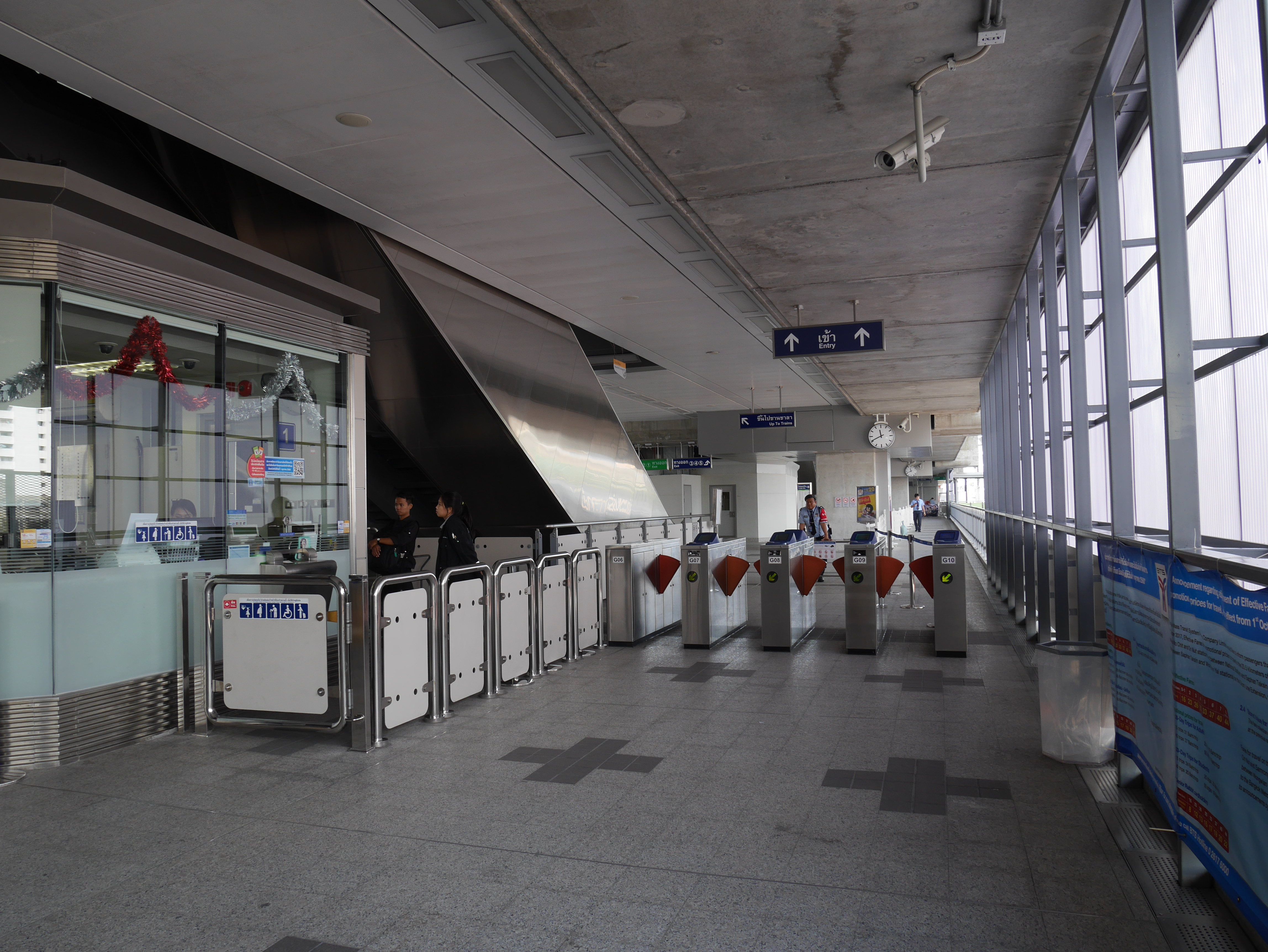
Phòng chờ ga BTS
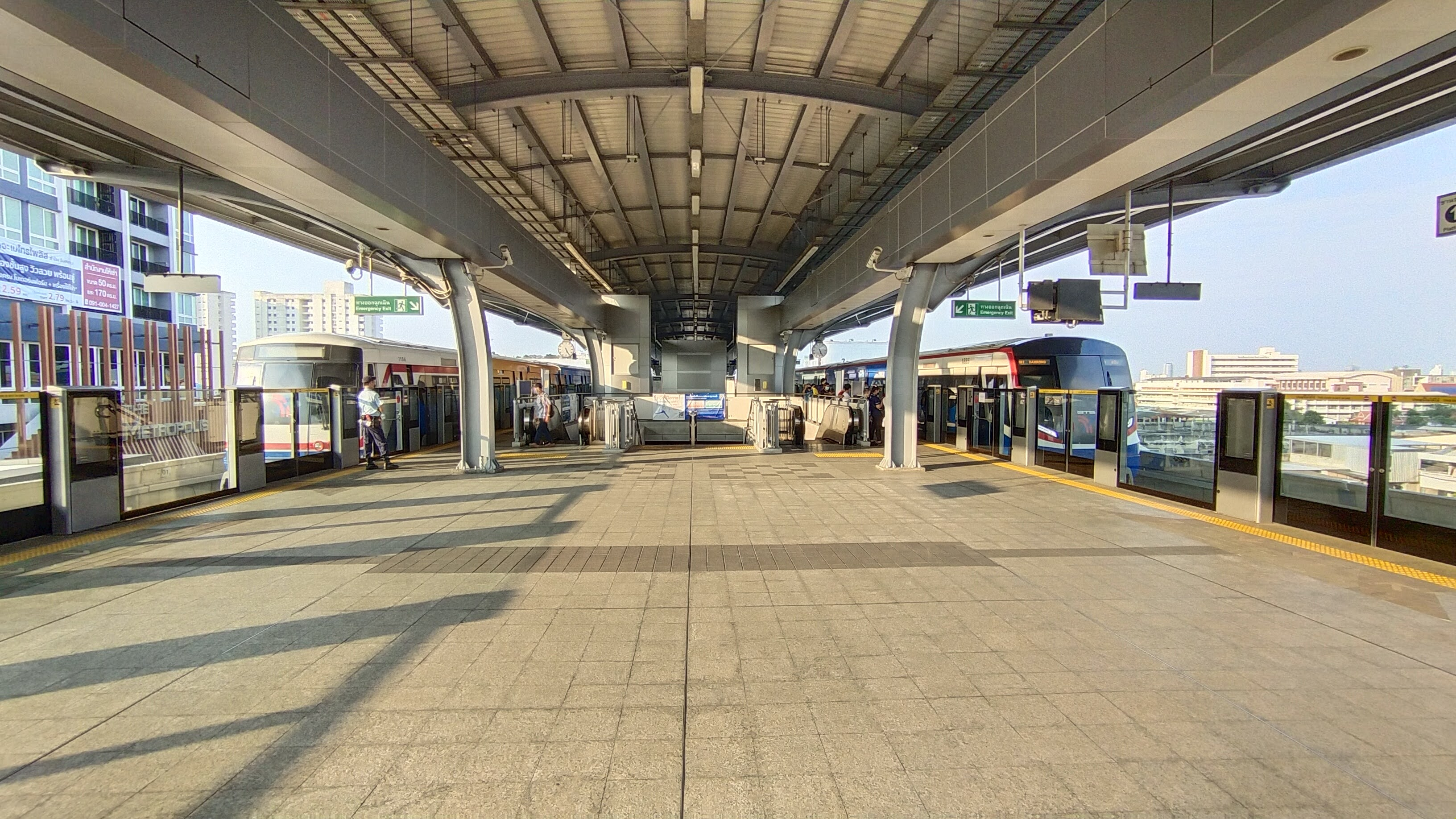
Sân ga BTS
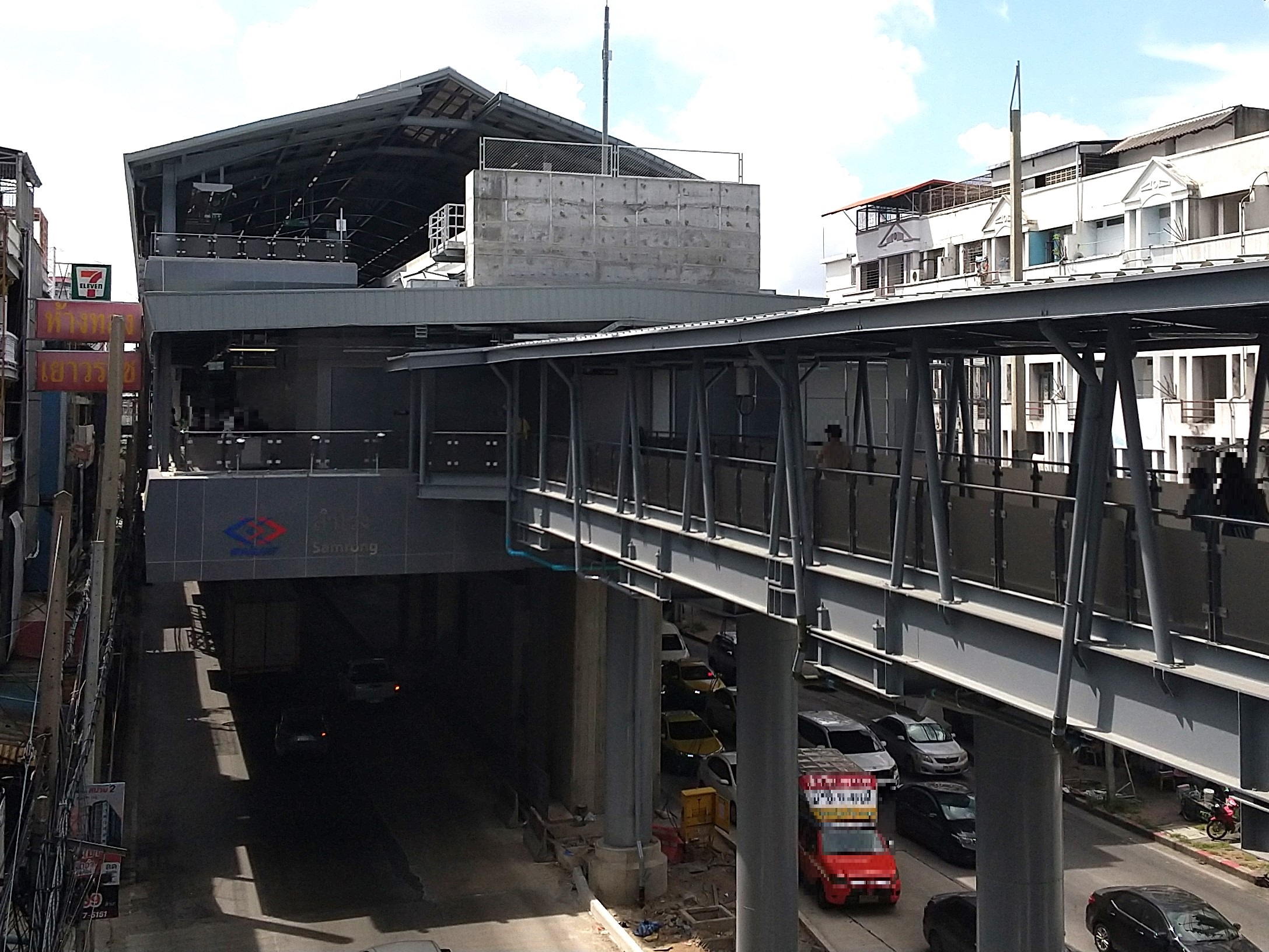
Bên ngoài ga MRT
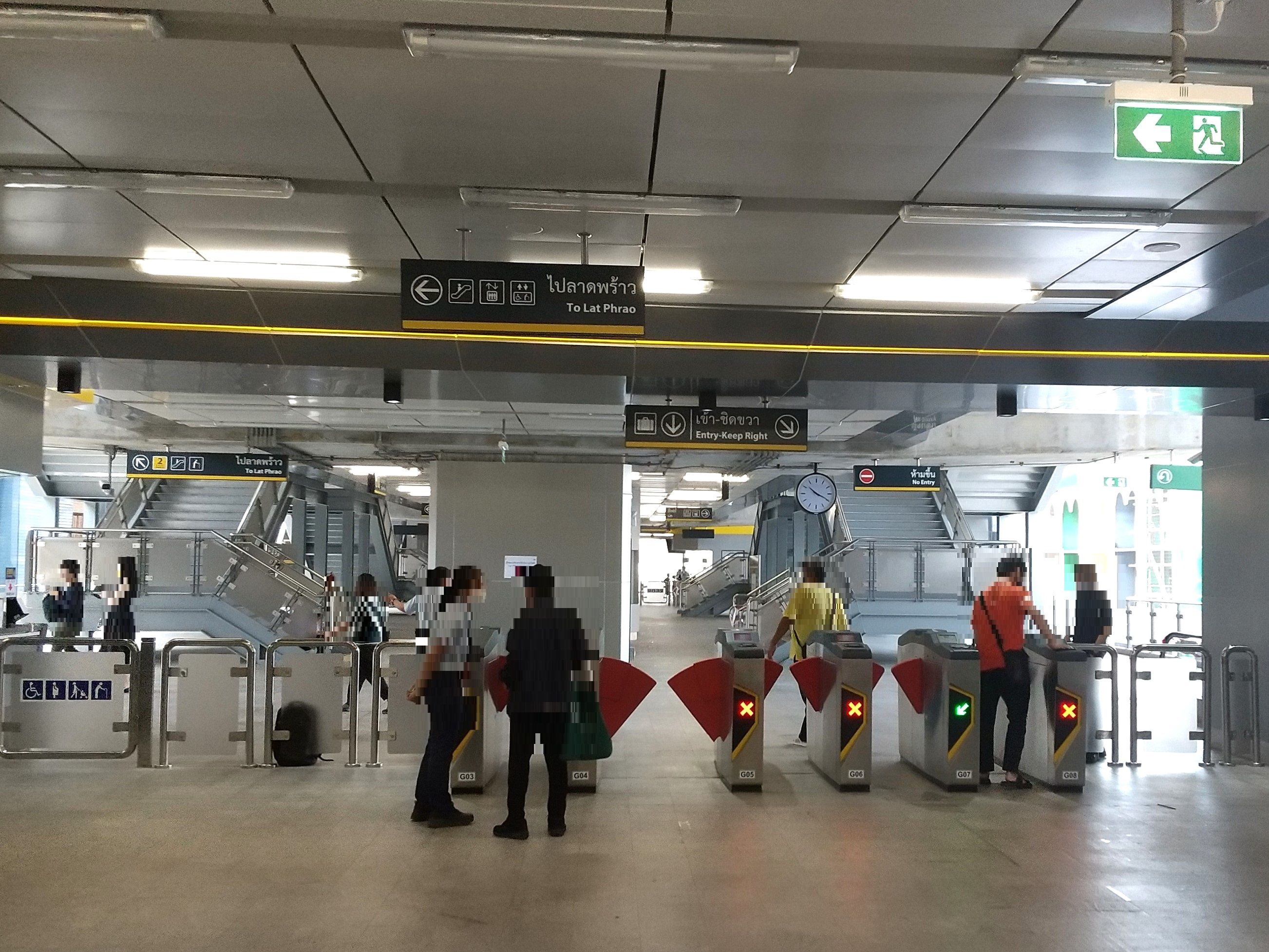
Phòng chờ ga MRT
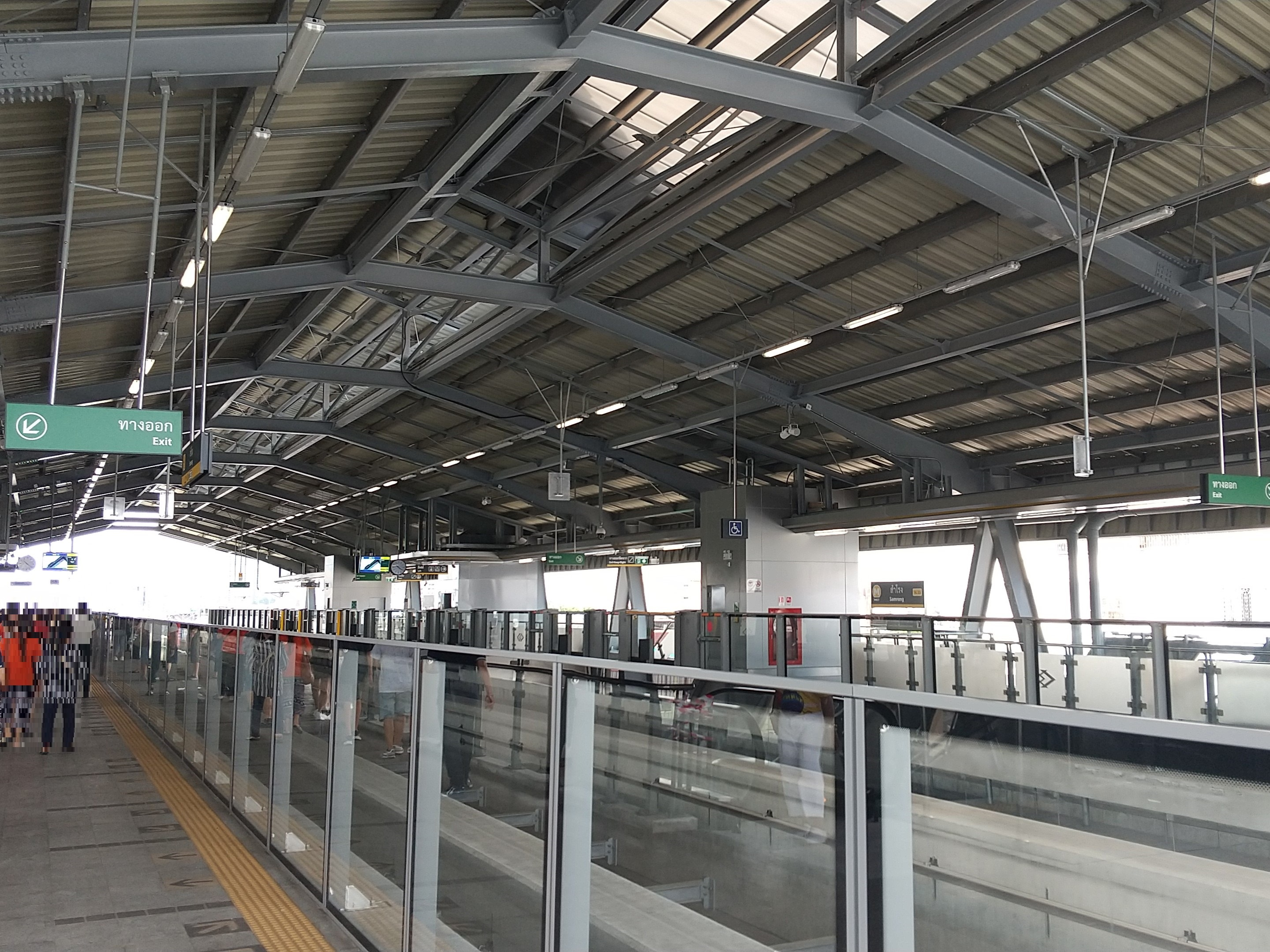
Sân ga MRT
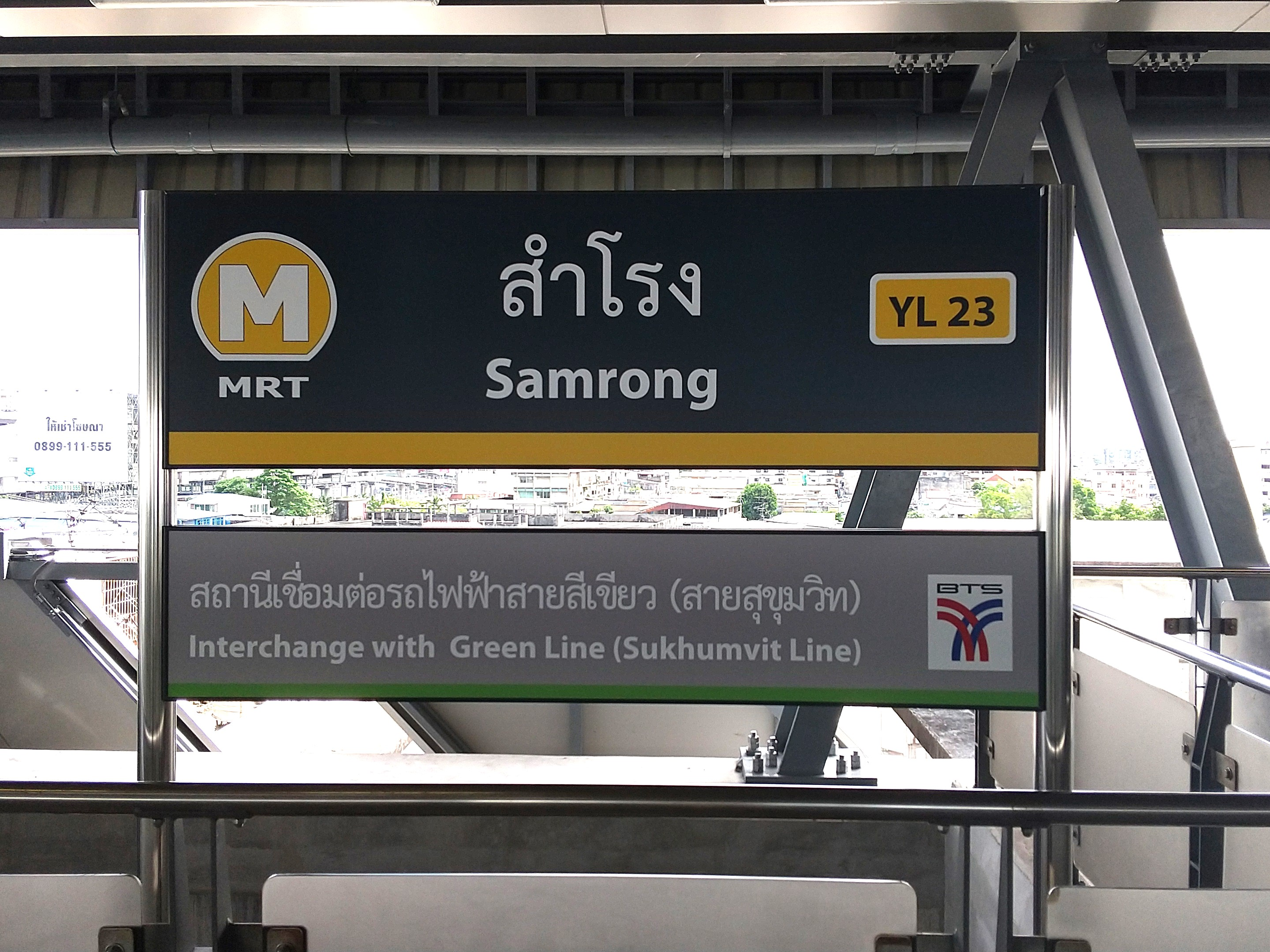
Bảng hiệu MRT